# 일본 대심원

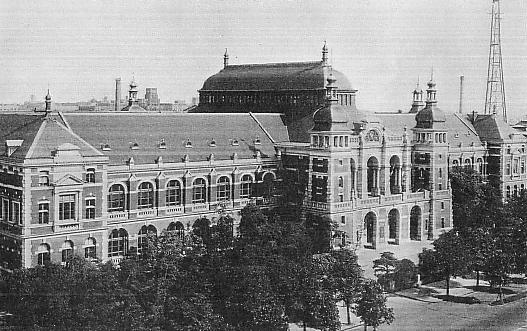
대심원 청사

대심원(일본어: 大審院)은 일본 제국 헌법 아래에서 대법원의 기능을 하기 위해 설치된 기관이다.

## 개요

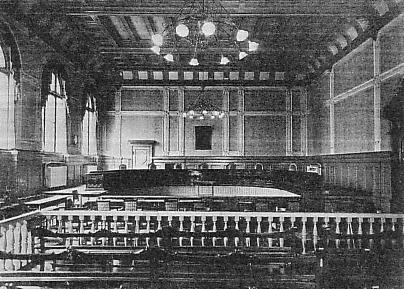
대심원 법정

프랑스 파기원(Court of Cassation)을 모델로 설치되어 주로 민사 및 형사 사건을 종심으로서 재판하는 기관이었다. 또한 일본 제국 헌법 제60조에 규정된 특별재판소(황실재판소나 군법회의 등)나 제61조에서 규정하고 있던 행정재판소의 관할이 아닌 사건에 대하여 관할하였다. 현재의 일본 최고재판소에 상당하고, 대심원장은 최고재판소 장관에 상당한다.
대심원은 종심을 담당하는 기관으로서 상고 및 공소원(控訴院) 등이 한 결정·명령에 대한 항고를 판단했다. 제1심과 동시에 종심 기관으로서는 형법에서 규정된 황실에 대한 죄(불경죄, 대역죄 등이 있다. 1947년 형법의 개정에 따라 관련 규정이 삭제되었다.), 내란에 관한 죄, 황족이 범한 죄로 인해 금고 이상의 형에 처해야 할 때 예심 및 재판을 하는 곳이라고 규정되었다(재판소구성법 제50조).
대심원이 판결한 중요한 판례는 1921년까지는 ‘대심원판결록’(민록·형록)에, 1922년 이후부터는 ‘대심원판례집’(민집·형집)에 수록되어 있다.
대심원 청사는 전재(戰災)로 인해 외벽을 제외하곤 소실되었다. 제2차 세계 대전 후에 지붕을 제외하곤 복원되었으며, 1949년부터 1974년까지 최고재판소 청사로서 사용되었다. 현재는 도쿄 고등재판소가 있다.

## 연혁
- 1875년, 사법성 재판소를 대신하여 도쿄에 설치되었다. 이로써 사법 행정을 관할하게 되는 사법성과 사법권을 행사하게 되는 대심원이 명확히 구분되었다.
- 1890년, 재판소구성법(메이지 23년 법률 제6호)이 제정되어 대심원을 정점으로 하여 공소원, 지방재판소, 구(區)재판소가 설치되었다.
- 1947년, 재판소구성법이 폐지됨에 따라 대심원도 폐지되었다.

## 구성
대심원에는 약간의 민사부와 형사부가 설치되어 있었으며, 각부는 5명(당초에는 7명이었다)의 합의체가 구성되어 재판이 행해졌다. 대심원이 종전의 대심원 법령해석을 변경하기 위해서는 사건의 성질에 따라 민사부 합의체나 형사부 합의체, 또는 민사 및 형사부 합의체가 연합하여 합의체를 만들고 재판을 했다(재판소구성법 제49조). 이 합의체의 연합을 민사 연합부·형사 연합부·민형(民刑) 연합부라고 말한다.

## 최고재판소과의 비교
대심원은 현재 일본 최고재판소의 전신으로 여겨져서(재판소법 시행령 제19조 2호) 어떤 사건의 판결의 판단에 대해서 최고재판소의 판례가 없고, 대심원의 판례와 상반(相反)될 때는 민사소송법에서는 상고 수리의 신청(일본에서 민사 소송 중, 상고를 해야할 재판소가 최고재판소일 경우에 원심이 판례 위반 및 기타 법령해석에 관한 중요한 사항을 포함하는 것을 이유로서 최고재판소에 대하여 상고심으로서 수리할 것을 주장하는 것을 말한다.) 및 허가 항고(일본에서 민사 소송에 있어서 고등재판소의 결정 및 명령에 대한 항고 가운데 법령의 해석에 관한 중요한 사항을 포함한다고 여겨져서 고등재판소에 대하여 항고의 허가를 요구하는 일을 말한다.)의 대상이 되고, 형사소송법에서는 상고 주장 이유가 됨에 동시에 변경되고 있지 않는 대심원의 판결은 현대 일본에 있어서도 판례로 여겨진다.
대심원의 사법권의 독립을 위한 노력은 역사적으로 무시할 수 없지만, 제도상의 위치 부여는 현재의 최고재판소의 비하여 대단히 낮았다. 최고재판소는 일본국 헌법에 의하여 사법 행정 감독권·규칙 제정권·위헌심사권 등의 권한이 주어져 있었지만 대심원에는 이러한 권한들이 없었다. 사법 행정권은 사법대신이 장악하고 있었고, 하급재판소에 대한 감독권 등 사법 행정 감독권도 없었다.
대심원장은 친임관(親任官)이지만, 국무대신보다 위치가 낮았으며, 대심원 판사는 최고재판소 재판관과 같은 권위 있는 존재가 아니었고, 부장 판사는 일반 관청의 보통 차관급으로, 일반 판사는 국장급 또는 과장급 정도의 봉급을 받았다. 최고재판소 재판관은 법조계에서 경력이 있는 고령자 등이 임명되고 있지만, 대심원 판사는 지위가 낮아 일반적인 장년 법조인이 임명되고 있었다고 여겨진다.
현재 최고재판소 재판관(장관 및 재판관)은 15명이지만, 대심원 판사는 1919년부터 1941년까지는 47명, 1942년에는 37명, 1946년에는 31명이었다.

## 같이 보기
- 일본 최고재판소
- 판례
- 오쓰 사건